# AGF Aarhus (club omnisports)
AGF Aarhus est un club omnisports fondé en 1980 à Aarhus au Danemark, 
Il comprend actuellement 7 sections différentes : football, handball, athlétisme, gymnastique, tennis, natation et basket-ball.

## Section
- athlétisme
- Basket-ball: (voir Bakken Bears)
- Football: (voir AGF Århus)
- gymnastique
- Handball: (voir AGF Århus Håndbold)
- Natation
- Tennis